# Tyrese Gibson
Tyrese Gibson (Los Ángeles, California; 30 de diciembre de 1978) es un actor, cantante de R&B, compositor, rapero, exmodelo y VJ de MTV estadounidense. Después de lanzar varios álbumes, pasó a hacer películas, con varios roles principales en cintas de Hollywood.
Debutó en cine en 2001 con la película Baby Boy, dirigida por John Singleton. Luego actuó en Boyz n the Hood y encarnó a Roman "Rome" Pearce en la saga de Fast & Furious. Además, participó en las bandas sonoras de Waist Deep y 2 Fast 2 Furious.

## Primeros años
Gibson nació en Los Ángeles, California, y creció en el barrio de Watts. Su madre, Priscilla Murray Gibson (cuyo apellido de soltera es Durham), crio sola tanto a él como a sus tres hermanos mayores, después de que el padre de Gibson los abandonara en 1983, cuando Tyrese tenía 5 años. La carrera de Gibson comenzó cuando ganó un concurso de talentos a la edad de 14 años. Su aparición en 1994 en un anuncio de Coca-Cola, cantando la frase "Siempre Coca-Cola", lo hizo más famoso, y a los diecisiete años ya modelaba para Tommy Hilfiger.
Su álbum de debut, en 1998, fue platino, y su segundo álbum, 2000 Watts, comparte el nombre de la fundación que el formó para ayudar a los más jóvenes.

## Carrera
En 1996, Gibson apareció en un episodio de Vivir con Mr. Cooper. También participó en la serie Martín de la cadena Fox. Luego actuó como invitado en un episodio de la serie de 1998 The Parent Hood. Le dieron el papel originalmente destinado a Tupac Shakur en la película de 2001 Baby Boy, y posteriormente apareció en la película de 2003 Rápido y Furioso 2 (2 Fast 2 Furious) (rivalizando con Paul Walker con quien forjó una gran amistad), así como en El vuelo del Fénix (2004), Cuatro hermanos (2005) y  Annapolis (2006).
Además, Tyrese fue seleccionado como uno de los hombres más sexys en el año 2000 y posteriormente posó para la revista Playgirl, en julio de 2003.
Apareció en la película de acción de 2007 Transformers. El director de la película, Michael Bay, tenía a Gibson en mente para el papel antes de ser seleccionado, por lo que no tuvo que audicionar para el rol. Luego, Gibson apareció en el thriller de acción Death Race.
En 2009, repitió su papel como el sargento mayor de la Fuerza Aérea Robert Epps en Transformers: la venganza de los caídos. Estaba programado para hacer una aparición en Fast & Furious, la cuarta entrega de la saga Rápido y furioso, pero finalmente no sucedió. Luego, vuelve a aparecer como Rome Pierce en Fast Five, la quinta película de la saga Rápido y furioso.
Gibson también hizo el papel de Kyle Williams en la producción Legión de Sony Screen Gems.

## Discografía

### Álbumes
| Año  | Título           | Certificación |
| ---- | ---------------- | ------------- |
| 1998 | Tyrese           | Platino       |
| 2001 | 2000 Watts       | Oro           |
| 2002 | I Wanna Go There | Oro           |
| 2006 | Alter Ego        |               |
| 2011 | Open Invitation  |               |

### Sencillos
| Año  | Canción                     | Notas            |
| ---- | --------------------------- | ---------------- |
| 1997 | Nobody Else                 |                  |
| 1998 | Lately                      |                  |
| 1999 | Sweet Lady                  |                  |
| 1999 | I Like Them Girls           |                  |
| 1999 | What Am I Gonna Do          |                  |
| 2001 | Just A Baby Boy             |                  |
| 2002 | How You Gonna Act Like That |                  |
| 2002 | Signs Of Love Makin'        |                  |
| 2006 | Pulling Me Back             | Ching con Tyrese |

## Filmografía completa

### Cine
| Año  | Título                                  | Personaje                      | Director            | Notas             |
| ---- | --------------------------------------- | ------------------------------ | ------------------- | ----------------- |
| 2000 | Love Song                               | Mad Rage/Skip                  | Julie Dash          | Telefilme         |
| 2001 | Baby Boy                                | Joseph 'Jody' Summers          | John Singleton      |                   |
| 2003 | 2 Fast 2 Furious                        | Roman "Rome" Pearce            | John Singleton      |                   |
| 2004 | El vuelo del Fénix                      | AJ                             | John Moore          |                   |
| 2005 | Cuatro hermanos                         | Angel Mercer                   | John Singleton      |                   |
| 2006 | Annapolis                               | Matt Cole                      | Justin Lin          |                   |
| 2006 | Waist Deep                              | Otis/02                        | Vondie Curtis-Hall  |                   |
| 2007 | Transformers                            | Sargento Mayor Robert Epps     | Michael Bay         |                   |
| 2007 | The Take                                | Adell Baldwin                  | Brad Furman         |                   |
| 2008 | Death Race                              | Joseph "Machine Gun Joe" Mason | Paul W. S. Anderson |                   |
| 2009 | Transformers: la venganza de los caídos | Sargento Mayor Robert Epps     | Michael Bay         |                   |
| 2010 | Legion                                  | Kyle Williams                  | Scott Stewart       |                   |
| 2011 | Fast Five                               | Roman "Rome" Pearce            | Justin Lin          |                   |
| 2011 | Transformers: el lado oscuro de la luna | Sargento Mayor Robert Epps     | Michael Bay         |                   |
| 2012 | Eldorado                                | David                          | Richard Driscoll    | Directo a video   |
| 2013 | Fast & Furious 6                        | Roman "Rome" Pearce            | Justin Lin          |                   |
| 2013 | Black Nativity                          | Tyson/Loot                     | Kasi Lemmons        |                   |
| 2015 | Furious 7                               | Roman "Rome" Pearce            | James Wan           |                   |
| 2015 | Fast & Furious: Supercharged            | Roman "Rome" Pearce            | Thierry Coup        | Cortometraje      |
| 2015 | Hollywood Adventures                    | Él Mismo                       | Timothy Kendall     | Cameo             |
| 2016 | Ride Along 2                            | Mayfield                       | Tim Story           |                   |
| 2017 | The Fate of the Furious                 | Roman "Rome" Pearce            | F. Gary Gray        |                   |
| 2018 | I Am Paul Walker                        | Él Mismo                       | Adrian Buitenhuis   | Documental        |
| 2019 | Black and Blue                          | Milo "Mouse" Jackson           | Deon Taylor         |                   |
| 2020 | The Christmas Chronicles 2              | Lee Christmas                  | Chris Columbus      |                   |
| 2021 | F9                                      | Roman "Rome" Pearce            | Justin Lin          |                   |
| 2021 | Rogue Hostage                           | Kyle Snowden                   | Jon Keeyes          | También Productor |
| 2021 | Dangerous                               | Sheriff McCoy                  | David Hackl         |                   |
| 2022 | Morbius                                 | Simon Stroud                   | Daniel Espinosa     |                   |
| 2022 | The System                              | Terry Savage                   | Dallas Jackson      | También Productor |
| 2022 | Come Out Fighting                       | Sergeant Warran Crecy          | Steven Luke         | Directo a video   |
| 2023 | Fast X                                  | Roman "Rome" Pearce            | Louis Leterrier     |                   |
| 2023 | The Collective                          | Hugo                           | Tom DeNucci         |                   |
| 2023 | Helen's Dead                            | Henry                          | K. Asher Levin      |                   |